# Rafi Muhammad Chaudhry
Rafi Muhammad Chaudhry ou R. M. Chaudhry (em urdu:   رفیع محمد چوہدری‎; 1 de julho de 1903 – 4 de dezembro de 1988), foi um físico nuclear paquistanês. É reconhecido como o pioneiro da pesquisa sobre física nuclear experimental no Paquistão e, juntamente com Abdus Salam e Ishrat Hussain Usmani, um dos principais criadores do programa de pesquisa nuclear do Paquistão na década de 1970. Chaudhry, que foi professor de física nuclear na Government College University (Lahore), foi referenciado posteriormente por Samar Mubarakmand, um de seus alunos, como "o verdadeiro pai das armas nucleares paquistanesas".